# لینتون (ایندیانا)
لینتون، ایندیانا (به انگلیسی: Linton, Indiana) یک شهر در ایالات متحده آمریکا با جمعیت ۵٬۴۱۳ نفر است که در ایندیانا واقع شده‌است.

## موقعیت جغرافیایی
موقعیت جغرافیایی شهرها و مناطق اطراف به شرح زیر است: